# 스테르쿨리아 모노스페르마
스테르쿨리아 모노스페르마(Sterculia monosperma)는 벽오동아과에 속하는 한 종으로 열대 지방에 자생하는 낙엽수이다. 중국밤나무(Chinese chestnut), 빈파(蘋婆 핑포[*]), 봉안과(鳳眼果), 핑퐁나무(ピンポンノキ) 등으로 불린다.
중국 남부와 타이완섬 원산이지만 태국·베트남 등 동남아시아에서도 재배된다.
은행 정도 크기의 열매가 열리는데 이를 굽거나 쪄서 먹는다. 중국에서는 칠석에 이를 먹는 풍습이 있다.